# One Pro Wrestling
La One Pro Wrestling (1PW) è stata una federazione britannica di wrestling, fondata nel 2005 da Steven Gauntley. 
La federazione ebbe diversi periodi di difficoltà, avendo dovuto chiudere nel 2007 per poi riaprire nello stesso anno. Dopo una successiva chiusura nel 2013, la 1PW riaprì ufficialmente l'11 aprile 2022 e il suo primo show, tenutosi il 1º ottobre, ha visto la partecipazione di Rob Van Dam, Mickie James, Nick Aldis, Christopher Daniels.
Nell'aprile dell'anno seguente star del calibro di Will Ospreay hanno partecipato all'evento All or Nothing che ha visto la riassegnazione dei titoli principali.
Il 29 settembre 2023 la 1PW venne chiusa definitivamente.

## Ultimi Campioni
| Titolo                       | Campione/i                     | Data Vittoria  | Luogo     | Evento         | Data Ritiro       |
| ---------------------------- | ------------------------------ | -------------- | --------- | -------------- | ----------------- |
| 1PW Heavyweight Championship | Will Ospreay                   | 22 aprile 2023 | Doncaster | All or Nothing | 29 settembre 2023 |
| 1PW Tag Team Championship    | Leon Slater e Man Like Dereiss | 22 aprile 2023 | Doncaster | All or Nothing | 29 settembre 2023 |
| 1PW Openweight Championship  | Robbie X                       | 22 aprile 2023 | Doncaster | All or Nothing | 29 settembre 2023 |
| 1PW Women's Championship     | Lizzy Evo                      | 22 aprile 2023 | Doncaster | All or Nothing | 29 settembre 2023 |

## Alumni
- AJ Styles
- Abyss
- Al Snow
- The Blue Meanie
- Bret Hart
- Colt Cabana
- Iceman
- Jeff Jarrett
- Jody Fleisch
- Kid Kash
- Lionheart
- Martin Stone
- Mickie James
- Nick Aldis
- Nigel McGuinness
- Noam Dar
- Pac
- Raven
- Rob Van Dam
- Sandman
- Samoa Joe
- Rockstar Spud
- Sterling James Keenan
- Steve Corino
- Tommy Dreamer
- Will Ospreay